# Spilosoma cymbalophoroides
Spilosoma cymbalophoroides là một loài bướm đêm thuộc phân họ Arctiinae, họ Erebidae.